# تاكيدا
تاكيدا(باليابانية: 武田) هو اسم عائلة ياباني، طوال فترة سينجوكو (القرن السادس عشر) في اليابان، كان لعشيرة تاكيدا الشهيرة في مقاطعة كاي العديد من العائلات الفرعية المنحدرة.
- عشيرة تاكيدا (آكي) هي عائلة في مقاطعة آكي
- عشيرة تاكيدا (واكاسا)
- عشيرة تاكيدا (كازوسا)

## اشخاص
- دايساكو تاكيدا (武田 大作، مواليد 1973)، مجدف ياباني
- كوميكو تاكيدا
- لاريسا تاغو تاكيدا، ممثلة الصوت اليابانية
- ماساشي تاكيدا، مصارع محترف ياباني وفنان مختلط
- نانا تاكيدا ، متزلج على الجليد
- ساشيهيكو تاكيدا (武田 幸 彦 ، مواليد 1937)، مصارع رياضي ياباني
- شينزابورو تاكيدا، فنان مكسيكي
- شوجو تاكيدا (竹田 渉 瑚 مواليد 1995)، سباح ياباني
- تاكيدا سكاكو
- عشيرة تاكيدا- عائلة تاكيدا شينغن- مهمة نسبيًا وقوية في فترة سينجوكو اليابانية
  - تاكيدا نوبوتورا - دايميو، والد شينجين
  - تاكيدا شينغن - أحد أشهر الإقطاعيين في التاريخ الياباني
  - تاكيدا نوبوشيجي - الأخ الأصغر لشينجين، الذي كان يفضل والدهم أن يكون وريثًا للعشيرة، استمر في دعم أخيه الأكبر طوال حياته، كما كتب "Kyūjūkyū Kakun"، وهي مجموعة من 99 قاعدة قصيرة لأفراد منزل تاكيدا
  - تاكيدا نوبوكادو - شقيق ومستشار شنجن
  - تاكيدا كاتسويوري - ابن شينجين، قاد كاتسويوري جيوش والده بعد وفاته، وشهد سقوط عائلة تاكيدا
  - تاكيدا يوشينوبو - الابن والوريث الأول، تم إعدامه وخلفه كاتسويوري
- كي تاكيدا (武田 豊 樹 ، مواليد 1974)، متزلج ياباني
- تسوناكازو تاكيد، فارس ياباني متقاعد وعضو سابق في اللجنة الأولمبية الدولية
- ياسوهيكو تاكيدا (武田 泰 彦 ، مواليد 1937)، مجدف ياباني
- يوكيتشي تاكيدا - باحث في الأدب الياباني

## شخصيات خيالية
- ماساشي تاكيدا، من "My-Hime"
- جوهي تاكيدا، من جينجا: نجاريبوشي جين
- تاكاهاشي تاكيدا، من مورتال كومبات
- إتيسو تاكيدا، من هايكيو!
- هيوما تاكيدا، من غانتس